# Grand Prix Francie 2021
Grand Prix Francie 2021 (oficiálně Formula 1 Emirates Grand Prix de France 2021) se jela na okruhu Circuit Paul-Ricard v Le Castellet, Var v Francii dne 20. června 2021. Závod byl sedmým v pořadí v sezóně 2021 šampionátu Formule 1.

## Kvalifikace
| Poř.                       | No. | Jezdec             | Konstruktér               | Časy v kvalifikaci | Časy v kvalifikaci | Časy v kvalifikaci | Pořadí na startu |
| Poř.                       | No. | Jezdec             | Konstruktér               | Q1                 | Q2                 | Q3                 | Pořadí na startu |
| -------------------------- | --- | ------------------ | ------------------------- | ------------------ | ------------------ | ------------------ | ---------------- |
| 1                          | 33  | Max Verstappen     | Red Bull Racing-Honda     | 1:31.001           | 1:31.080           | 1:29.990           | 1                |
| 2                          | 44  | Lewis Hamilton     | Mercedes                  | 1:31.237           | 1:30.778           | 1:30.248           | 2                |
| 3                          | 77  | Valtteri Bottas    | Mercedes                  | 1:31.669           | 1:30.735           | 1:30.376           | 3                |
| 4                          | 11  | Sergio Pérez       | Red Bull Racing-Honda     | 1:31.560           | 1:30.971           | 1:30.445           | 4                |
| 5                          | 55  | Carlos Sainz Jr.   | Ferrari                   | 1:32.079           | 1:31.146           | 1:30.840           | 5                |
| 6                          | 10  | Pierre Gasly       | AlphaTauri-Honda          | 1:31.898           | 1:31.353           | 1:30.868           | 6                |
| 7                          | 16  | Charles Leclerc    | Ferrari                   | 1:32.209           | 1:31.567           | 1:30.987           | 7                |
| 8                          | 4   | Lando Norris       | McLaren-Mercedes          | 1:31.733           | 1:31.542           | 1:31.252           | 8                |
| 9                          | 14  | Fernando Alonso    | Alpine-Renault            | 1:32.158           | 1:31.549           | 1:31.340           | 9                |
| 10                         | 3   | Daniel Ricciardo   | McLaren-Mercedes          | 1:32.181           | 1:31.615           | 1:31.382           | 10               |
| 11                         | 31  | Esteban Ocon       | Alpine-Renault            | 1:32.139           | 1:31.736           |                    | 11               |
| 12                         | 5   | Sebastian Vettel   | Aston Martin-Mercedes     | 1:32.132           | 1:31.767           |                    | 12               |
| 13                         | 99  | Antonio Giovinazzi | Alfa Romeo Racing-Ferrari | 1:32.722           | 1:31.813           |                    | 13               |
| 14                         | 63  | George Russell     | Williams-Mercedes         | 1:33.060           | 1:32.065           |                    | 14               |
| 15                         | 47  | Mick Schumacher    | Haas-Ferrari              | 1:32.942           | Bez času           |                    | 15               |
| 16                         | 6   | Nicholas Latifi    | Williams-Mercedes         | 1:33.062           |                    |                    | 16               |
| 17                         | 7   | Kimi Räikkönen     | Alfa Romeo Racing-Ferrari | 1:33.354           |                    |                    | 17               |
| 18                         | 9   | Nikita Mazepin     | Haas-Ferrari              | 1:33.554           |                    |                    | 18               |
| 107% času vítěze: 1:37.371 |     |                    |                           |                    |                    |                    |                  |
| —                          | 18  | Lance Stroll       | Aston Martin-Mercedes     | 2:12.584           |                    |                    | 19               |
| —                          | 22  | Júki Cunoda        | AlphaTauri-Honda          | Bez času           |                    |                    | BOX              |
| Zdroj:                     |     |                    |                           |                    |                    |                    |                  |

Poznámky
1. ↑  Lance Stroll nezaznamenal čas, kterým by se kvalifikoval ve 107 % času vítěze. Start mu byl povolen sportovními komisaři.
2. ↑  Júki Cunoda nezaznamenal čas, kterým by se kvalifikoval ve 107 % času vítěze. Start mu byl povolen sportovními komisaři. Zároveň obdržel trest posunu o 5 míst vzad za neplánovanou výměnu převodovky. Navíc musel startovat z boxové uličky, protože jeho auto bylo upraveno v podmínkách Parc Fermé.

## Závod
| Poř.                                                                             | No. | Jezdec             | Konstruktér               | Počet kol | Čas/Odstoupení | Pořadí na startu | Body |
| -------------------------------------------------------------------------------- | --- | ------------------ | ------------------------- | --------- | -------------- | ---------------- | ---- |
| 1                                                                                | 33  | Max Verstappen     | Red Bull Racing-Honda     | 53        | 1:27:25.770    | 1                | 26   |
| 2                                                                                | 44  | Lewis Hamilton     | Mercedes                  | 53        | +2.904         | 2                | 18   |
| 3                                                                                | 11  | Sergio Pérez       | Red Bull Racing-Honda     | 53        | +8.811         | 4                | 15   |
| 4                                                                                | 77  | Valtteri Bottas    | Mercedes                  | 53        | +14.618        | 3                | 12   |
| 5                                                                                | 4   | Lando Norris       | McLaren-Mercedes          | 53        | +1:04.032      | 8                | 10   |
| 6                                                                                | 3   | Daniel Ricciardo   | McLaren-Mercedes          | 53        | +1:15.857      | 10               | 8    |
| 7                                                                                | 10  | Pierre Gasly       | AlphaTauri-Honda          | 53        | +1:16.596      | 6                | 6    |
| 8                                                                                | 14  | Fernando Alonso    | Alpine-Renault            | 53        | +1:17.695      | 9                | 4    |
| 9                                                                                | 5   | Sebastian Vettel   | Aston Martin-Mercedes     | 53        | +1:19.666      | 12               | 2    |
| 10                                                                               | 18  | Lance Stroll       | Aston Martin-Mercedes     | 53        | +1:31.946      | 19               | 1    |
| 11                                                                               | 55  | Carlos Sainz Jr.   | Ferrari                   | 53        | +1:39.337      | 5                |      |
| 12                                                                               | 63  | George Russell     | Williams-Mercedes         | 52        | +1 kolo        | 14               |      |
| 13                                                                               | 22  | Júki Cunoda        | AlphaTauri-Honda          | 52        | +1 kolo        | BOX              |      |
| 14                                                                               | 31  | Esteban Ocon       | Alpine-Renault            | 52        | +1 kolo        | 11               |      |
| 15                                                                               | 99  | Antonio Giovinazzi | Alfa Romeo Racing-Ferrari | 52        | +1 kolo        | 13               |      |
| 16                                                                               | 16  | Charles Leclerc    | Ferrari                   | 52        | +1 kolo        | 7                |      |
| 17                                                                               | 7   | Kimi Räikkönen     | Alfa Romeo Racing-Ferrari | 52        | +1 kolo        | 17               |      |
| 18                                                                               | 6   | Nicholas Latifi    | Williams-Mercedes         | 52        | +1 kolo        | 16               |      |
| 19                                                                               | 47  | Mick Schumacher    | Haas-Ferrari              | 52        | +1 kolo        | 15               |      |
| 20                                                                               | 9   | Nikita Mazepin     | Haas-Ferrari              | 52        | +1 kolo        | 18               |      |
| Nejrychlejší kolo: Max Verstappen (Red Bull Racing-Honda) – 1:36.404 (v kole 35) |     |                    |                           |           |                |                  |      |
| Zdroj:                                                                           |     |                    |                           |           |                |                  |      |

Poznámky
1. ↑  Max Verstappen získal jeden bod za zajetí nejrychlejšího kola.

## Průběžné pořadí po závodě
Pohár jezdců
|        | Pořadí | Jezdec          | Body |
| ------ | ------ | --------------- | ---- |
|        | 1      | Max Verstappen  | 131  |
|        | 2      | Lewis Hamilton  | 119  |
|        | 3      | Sergio Pérez    | 84   |
|        | 4      | Lando Norris    | 76   |
| 1      | 5      | Valtteri Bottas | 59   |
| Zdroj: |        |                 |      |

Pohár konstruktérů
|        | Pořadí | Konstruktér      | Body |
| ------ | ------ | ---------------- | ---- |
|        | 1      | Red Bull-Honda   | 215  |
|        | 2      | Mercedes         | 178  |
| 1      | 3      | McLaren–Mercedes | 110  |
| 1      | 4      | Ferrari          | 94   |
|        | 5      | AlphaTauri-Honda | 45   |
| Zdroj: |        |                  |      |